# 大同之家（含網球場）
25°02′06″N 121°30′44″E / 25.034946°N 121.512153°E
大同之家，位於臺灣台北市中正區博愛特區嚴家淦故居旁，1954年落成，原為駐臺美軍招待所，後成為中華民國前總統嚴家淦辦公處，今作國定古蹟。

## 歷史
《中華民國與美利堅合眾國間共同防禦條約》簽訂後，聯勤外事處在臺北市設下有二十餘座的美軍招待所，其中之一就是大同之家。最初1953年時，由嚴家淦為爭取美援而規劃。位置在嚴家淦故居北側圍牆外，重慶南路與愛國西路交叉口，土地由總統府第三局和聯勤總部向臺灣銀行借用，該地屬高度管制的博愛特區。建築為勵志社建立，主體樓高二層且前樓有一個六角形閣，內部為中國式布置。
1954年5月20日，中華民國第二任總統蔣中正、副總統陳誠就職大典之辰，由美軍第七艦隊第七十二機動艦隊司令赫定應聯勤副總司令黃仁霖之請，主持大同之家開幕典禮。
1975年，招待所轉為嚴家淦接待貴賓與辦公的官邸附屬建築空間。由於他對音樂欣賞有著濃厚興趣，主辦當局特地增置音響設備。在此與官員結束會議後，他時常指名點道地江浙菜及港點聞名的敘香園料理作外送。
1993年1月8日，省府主席連戰聽取將大同之家和自由之家拆除開發成地上八樓、地下二樓辦公大樓的計畫，由土地開發信託公司簡報。該年，監委張德銘曾大同之家土地未訂有借用契約，對省營行庫提出糾正案。因地正好位在中央重要首長官邸附近，改建大樓有中央首長安全問題。嚴家淦過世後，臺灣銀行將大同之家規劃成台銀第二辦公室。
2000年3月29日，嚴家淦之子嚴雋泰在立委范巽綠陪同下再度回大同之家，發現內部已破敗髒亂。4月18日，台北市政府市政會議通過為將嚴家淦故居及大同之家列為市定古蹟。11月15日，內政部會議，確定嚴家淦故居古蹟主體僅有圍牆內的嚴宅主建築，大同之家和網球場則建議台北市政府解編。
2003年，臺灣銀行不服其大同之家及網球場被文化局指定為第一百零四處市定古蹟，向內政部訴願審查委員會提出行政訴願，經內政部審議後認為大同之家為嚴家淦膺任總統時接見賓客及辦公場所，曾在此會見美國前總統尼克森及多位參眾議員，且緊鄰其故居，為紀念人物精神風貌不可分割之一部，文化局之指定符合《文資法》規定，爰依《訴願法》第79條第一項規定，宣判臺灣銀行敗訴。2005年，臺灣銀行再度敗訴。年尾12月6日市政會議上，文化局計畫以新版的《文資法》，督促台灣銀行維護大同之家。2007年5月9日，臺銀副經理謝騰隆向文化局長李永萍承諾會落實維修管理責任。
台北市都發局為配合中央「嚴家淦紀念園區」規畫，計畫將嚴家淦故居、大同之家、自由之家修復，從住宅區變更為保存區。2018年8月22日，文化部公告自由之家、大同之家列為國定古蹟。